# Gjerbes
Gjerbes là một xã trong quận Skrapar thuộc hạt Berat, Albania. Dân số năm 2005 là 1824 người.